# Hämeenlinna (stacja kolejowa)
Hämeenlinna (fiń. Hämeenlinnan rautatieasema) – stacja kolejowa w Hämeenlinna, w prowincji Häme, w Finlandii. Znajduje się na linii Riihimäki – Tampere. Została otwarta w 1862 i uchodzi za najstarszą stację kolejową w Finlandii.